# Mammasberg
Mammasberg är ett naturreservat i Torsby kommun i Värmlands län.
Området är naturskyddat sedan 2009 och är 69 hektar stort. Reservatet omfattar branter kring Mammasberg och en mindre våtmark. Reservatet består mest av granskog. 